# Mag ik dan bij jou
Mag ik dan bij jou is een nummer van Claudia de Breij uit 2009, dat in 2011 is uitgebracht. De tekst is van De Breij, de muziek van Rogier Wagenaar en Sander Geboers. Sinds 2009 is het langzaam maar zeker uitgegroeid tot een bekend lied. In 2015 had het een hoge notering (4) in de NPO Radio 2 Top 2000.
Centraal in de tekst staat iemand die op zoek is naar geborgenheid bij iemand die ze vertrouwt in tijden van oorlog, onrust en onzekerheid. De aanslagen in Parijs van november 2015 waren zeker van invloed op de populariteit van het lied, maar ook de Europese vluchtelingencrisis was een reden dat veel mensen de tekst extra indringend vonden.

## Achtergrond
Het liedje werd in 2009 geschreven voor de voorstelling Hete vrede, waar het fungeerde als openingslied. In juni 2011 verscheen de studio-versie op het album Wat ik zeker weet, dat alle liedjes uit de voorstelling bevatte. Ondanks het succes van Hete vrede bleef Mag ik dan bij jou lange tijd onder de radar. Wel was het in 2011 af en toe te zien op tv, bijvoorbeeld tijdens het live-programma De gekste dag, tijdens een Unicef-gala bij de TROS en in het programma van Paul de Leeuw als duet.
Het liedje werd definitief bekend in 2012, toen De Breij gevraagd werd om het te zingen in De Wereld Draait Door, toen daar het ski-ongeluk van prins Friso werd besproken. Presentator Matthijs van Nieuwkerk vroeg Claudia Mag ik dan bij jou te zingen vanwege de 'troostende woorden' in de tekst. Sindsdien wordt het lied regelmatig gezongen of gedraaid tijdens emotionele gebeurtenissen, zowel vrolijk, bij trouwerijen, als verdrietig, bij begrafenissen.
In 2014 kreeg het lied nieuwe aandacht in de nasleep van de vliegramp met de MH-17. Mag ik dan bij jou bleek zó'n gevoelige snaar te hebben geraakt bij het grote publiek, dat het op nummer 19 terechtkwam in de NPO Radio 2 Top 2000. Bovendien was het tijdens 3FM Serious Request in december 2014 een van de meest aangevraagde nummers tijdens het evenement. Op 23 december zong De Breij het live in het Glazen Huis. In de 100% NL Top 100 werd het nummer verkozen tot grootste en mooiste hit ooit in Nederland gemaakt. Het jaar daarna werd het vertolkt tijdens The Passion 2015 in Enschede.
In 2018 werd de zin "Mag ik dan bij jou" opgenomen in de Dikke Van Dale.

## Hitnoteringen

### Nederlandse Top 40
Het heeft in 2012 en in 2014 in de Nederlandse Top 40 gestaan.
| Hitnotering (week 1 t/m 3): 10-03-2012 t/m 24-03-2012 Hitnotering (week 4 t/m 5): 08-02-2014 t/m 15-02-2014 | Hitnotering (week 1 t/m 3): 10-03-2012 t/m 24-03-2012 Hitnotering (week 4 t/m 5): 08-02-2014 t/m 15-02-2014 | Hitnotering (week 1 t/m 3): 10-03-2012 t/m 24-03-2012 Hitnotering (week 4 t/m 5): 08-02-2014 t/m 15-02-2014 | Hitnotering (week 1 t/m 3): 10-03-2012 t/m 24-03-2012 Hitnotering (week 4 t/m 5): 08-02-2014 t/m 15-02-2014 | Hitnotering (week 1 t/m 3): 10-03-2012 t/m 24-03-2012 Hitnotering (week 4 t/m 5): 08-02-2014 t/m 15-02-2014 | Hitnotering (week 1 t/m 3): 10-03-2012 t/m 24-03-2012 Hitnotering (week 4 t/m 5): 08-02-2014 t/m 15-02-2014 | Hitnotering (week 1 t/m 3): 10-03-2012 t/m 24-03-2012 Hitnotering (week 4 t/m 5): 08-02-2014 t/m 15-02-2014 | Hitnotering (week 1 t/m 3): 10-03-2012 t/m 24-03-2012 Hitnotering (week 4 t/m 5): 08-02-2014 t/m 15-02-2014 |
| Week: | 1 | 2 | 3 | | 4 | 5 | |
| --- | --- | --- | --- | --- | --- | --- | --- |
| Positie: | 36 | 31 | 39 | uit | 29 | 35 | uit |

### Single Top 100
Het hitverloop binnen de Single Top 100 is zeer grillig:
- in 2011: vijf weken genoteerd in de zomer met als hoogste notering plaats 53.
- in 2012: tien weken genoteerd in het voorjaar met als hoogste notering plaats 8.
- in 2013: een week genoteerd in de week van 1 juni op de 100e plaats.
- in 2014: zevenentwintig weken genoteerd verspreid over het gehele jaar; toppositie plaats nummer 2; ze werd gestuit door John Legends All of Me.
- in 2015: vierendertig weken genoteerd verspreid over het hele jaar; hoogste plaats: nummer 43.
- in 2016: begin van het jaar wekenlang genoteerd; op 16 januari stond ze voor de 80e week genoteerd in de hitlijst.

| Hitnotering (week 1 t/m 5): 28-05-2011 t/m 25-06-2011 Hitnotering (week 6): 07-01-2012 Hitnotering (week 7 t/m 15): 25-02-2012 t/m 21-04-2012 Hitnotering (week 16): 01-06-2013 Hitnotering (week 17 t/m 19): 04-01-2014 t/m 18-01-2014 Hitnotering (week 20 t/m 32): 01-02-2014 t/m 26-04-2014 Hitnotering (week 33): 31-05-2014 Hitnotering (week 34 t/m 35): 26-07-2014 t/m 02-08-2014 Hitnotering (week 36 t/m 39): 13-09-2014 t/m 04-10-2014 Hitnotering (week 40 t/m 42): 22-11-2014 t/m 06-12-2014 Hitnotering (week 43 t/m 46): 27-12-2014 t/m 17-01-2015 Hitnotering (week 47 t/m 49): 04-04-2015 t/m 18-04-2015 Hitnotering (week 50 t/m 51): 09-05-2015 t/m 16-05-2015 Hitnotering (week 52 t/m 63): 06-06-2015 t/m 22-08-2015 Hitnotering (week 64 t/m 74): 05-09-2015 t/m 14-11-2015 Hitnotering (week 75): 05-12-2015 Hitnotering (week 76 t/m 84): 19-12-2015 t/m 13-02-2016 | Hitnotering (week 1 t/m 5): 28-05-2011 t/m 25-06-2011 Hitnotering (week 6): 07-01-2012 Hitnotering (week 7 t/m 15): 25-02-2012 t/m 21-04-2012 Hitnotering (week 16): 01-06-2013 Hitnotering (week 17 t/m 19): 04-01-2014 t/m 18-01-2014 Hitnotering (week 20 t/m 32): 01-02-2014 t/m 26-04-2014 Hitnotering (week 33): 31-05-2014 Hitnotering (week 34 t/m 35): 26-07-2014 t/m 02-08-2014 Hitnotering (week 36 t/m 39): 13-09-2014 t/m 04-10-2014 Hitnotering (week 40 t/m 42): 22-11-2014 t/m 06-12-2014 Hitnotering (week 43 t/m 46): 27-12-2014 t/m 17-01-2015 Hitnotering (week 47 t/m 49): 04-04-2015 t/m 18-04-2015 Hitnotering (week 50 t/m 51): 09-05-2015 t/m 16-05-2015 Hitnotering (week 52 t/m 63): 06-06-2015 t/m 22-08-2015 Hitnotering (week 64 t/m 74): 05-09-2015 t/m 14-11-2015 Hitnotering (week 75): 05-12-2015 Hitnotering (week 76 t/m 84): 19-12-2015 t/m 13-02-2016 | Hitnotering (week 1 t/m 5): 28-05-2011 t/m 25-06-2011 Hitnotering (week 6): 07-01-2012 Hitnotering (week 7 t/m 15): 25-02-2012 t/m 21-04-2012 Hitnotering (week 16): 01-06-2013 Hitnotering (week 17 t/m 19): 04-01-2014 t/m 18-01-2014 Hitnotering (week 20 t/m 32): 01-02-2014 t/m 26-04-2014 Hitnotering (week 33): 31-05-2014 Hitnotering (week 34 t/m 35): 26-07-2014 t/m 02-08-2014 Hitnotering (week 36 t/m 39): 13-09-2014 t/m 04-10-2014 Hitnotering (week 40 t/m 42): 22-11-2014 t/m 06-12-2014 Hitnotering (week 43 t/m 46): 27-12-2014 t/m 17-01-2015 Hitnotering (week 47 t/m 49): 04-04-2015 t/m 18-04-2015 Hitnotering (week 50 t/m 51): 09-05-2015 t/m 16-05-2015 Hitnotering (week 52 t/m 63): 06-06-2015 t/m 22-08-2015 Hitnotering (week 64 t/m 74): 05-09-2015 t/m 14-11-2015 Hitnotering (week 75): 05-12-2015 Hitnotering (week 76 t/m 84): 19-12-2015 t/m 13-02-2016 | Hitnotering (week 1 t/m 5): 28-05-2011 t/m 25-06-2011 Hitnotering (week 6): 07-01-2012 Hitnotering (week 7 t/m 15): 25-02-2012 t/m 21-04-2012 Hitnotering (week 16): 01-06-2013 Hitnotering (week 17 t/m 19): 04-01-2014 t/m 18-01-2014 Hitnotering (week 20 t/m 32): 01-02-2014 t/m 26-04-2014 Hitnotering (week 33): 31-05-2014 Hitnotering (week 34 t/m 35): 26-07-2014 t/m 02-08-2014 Hitnotering (week 36 t/m 39): 13-09-2014 t/m 04-10-2014 Hitnotering (week 40 t/m 42): 22-11-2014 t/m 06-12-2014 Hitnotering (week 43 t/m 46): 27-12-2014 t/m 17-01-2015 Hitnotering (week 47 t/m 49): 04-04-2015 t/m 18-04-2015 Hitnotering (week 50 t/m 51): 09-05-2015 t/m 16-05-2015 Hitnotering (week 52 t/m 63): 06-06-2015 t/m 22-08-2015 Hitnotering (week 64 t/m 74): 05-09-2015 t/m 14-11-2015 Hitnotering (week 75): 05-12-2015 Hitnotering (week 76 t/m 84): 19-12-2015 t/m 13-02-2016 | Hitnotering (week 1 t/m 5): 28-05-2011 t/m 25-06-2011 Hitnotering (week 6): 07-01-2012 Hitnotering (week 7 t/m 15): 25-02-2012 t/m 21-04-2012 Hitnotering (week 16): 01-06-2013 Hitnotering (week 17 t/m 19): 04-01-2014 t/m 18-01-2014 Hitnotering (week 20 t/m 32): 01-02-2014 t/m 26-04-2014 Hitnotering (week 33): 31-05-2014 Hitnotering (week 34 t/m 35): 26-07-2014 t/m 02-08-2014 Hitnotering (week 36 t/m 39): 13-09-2014 t/m 04-10-2014 Hitnotering (week 40 t/m 42): 22-11-2014 t/m 06-12-2014 Hitnotering (week 43 t/m 46): 27-12-2014 t/m 17-01-2015 Hitnotering (week 47 t/m 49): 04-04-2015 t/m 18-04-2015 Hitnotering (week 50 t/m 51): 09-05-2015 t/m 16-05-2015 Hitnotering (week 52 t/m 63): 06-06-2015 t/m 22-08-2015 Hitnotering (week 64 t/m 74): 05-09-2015 t/m 14-11-2015 Hitnotering (week 75): 05-12-2015 Hitnotering (week 76 t/m 84): 19-12-2015 t/m 13-02-2016 | Hitnotering (week 1 t/m 5): 28-05-2011 t/m 25-06-2011 Hitnotering (week 6): 07-01-2012 Hitnotering (week 7 t/m 15): 25-02-2012 t/m 21-04-2012 Hitnotering (week 16): 01-06-2013 Hitnotering (week 17 t/m 19): 04-01-2014 t/m 18-01-2014 Hitnotering (week 20 t/m 32): 01-02-2014 t/m 26-04-2014 Hitnotering (week 33): 31-05-2014 Hitnotering (week 34 t/m 35): 26-07-2014 t/m 02-08-2014 Hitnotering (week 36 t/m 39): 13-09-2014 t/m 04-10-2014 Hitnotering (week 40 t/m 42): 22-11-2014 t/m 06-12-2014 Hitnotering (week 43 t/m 46): 27-12-2014 t/m 17-01-2015 Hitnotering (week 47 t/m 49): 04-04-2015 t/m 18-04-2015 Hitnotering (week 50 t/m 51): 09-05-2015 t/m 16-05-2015 Hitnotering (week 52 t/m 63): 06-06-2015 t/m 22-08-2015 Hitnotering (week 64 t/m 74): 05-09-2015 t/m 14-11-2015 Hitnotering (week 75): 05-12-2015 Hitnotering (week 76 t/m 84): 19-12-2015 t/m 13-02-2016 | Hitnotering (week 1 t/m 5): 28-05-2011 t/m 25-06-2011 Hitnotering (week 6): 07-01-2012 Hitnotering (week 7 t/m 15): 25-02-2012 t/m 21-04-2012 Hitnotering (week 16): 01-06-2013 Hitnotering (week 17 t/m 19): 04-01-2014 t/m 18-01-2014 Hitnotering (week 20 t/m 32): 01-02-2014 t/m 26-04-2014 Hitnotering (week 33): 31-05-2014 Hitnotering (week 34 t/m 35): 26-07-2014 t/m 02-08-2014 Hitnotering (week 36 t/m 39): 13-09-2014 t/m 04-10-2014 Hitnotering (week 40 t/m 42): 22-11-2014 t/m 06-12-2014 Hitnotering (week 43 t/m 46): 27-12-2014 t/m 17-01-2015 Hitnotering (week 47 t/m 49): 04-04-2015 t/m 18-04-2015 Hitnotering (week 50 t/m 51): 09-05-2015 t/m 16-05-2015 Hitnotering (week 52 t/m 63): 06-06-2015 t/m 22-08-2015 Hitnotering (week 64 t/m 74): 05-09-2015 t/m 14-11-2015 Hitnotering (week 75): 05-12-2015 Hitnotering (week 76 t/m 84): 19-12-2015 t/m 13-02-2016 | Hitnotering (week 1 t/m 5): 28-05-2011 t/m 25-06-2011 Hitnotering (week 6): 07-01-2012 Hitnotering (week 7 t/m 15): 25-02-2012 t/m 21-04-2012 Hitnotering (week 16): 01-06-2013 Hitnotering (week 17 t/m 19): 04-01-2014 t/m 18-01-2014 Hitnotering (week 20 t/m 32): 01-02-2014 t/m 26-04-2014 Hitnotering (week 33): 31-05-2014 Hitnotering (week 34 t/m 35): 26-07-2014 t/m 02-08-2014 Hitnotering (week 36 t/m 39): 13-09-2014 t/m 04-10-2014 Hitnotering (week 40 t/m 42): 22-11-2014 t/m 06-12-2014 Hitnotering (week 43 t/m 46): 27-12-2014 t/m 17-01-2015 Hitnotering (week 47 t/m 49): 04-04-2015 t/m 18-04-2015 Hitnotering (week 50 t/m 51): 09-05-2015 t/m 16-05-2015 Hitnotering (week 52 t/m 63): 06-06-2015 t/m 22-08-2015 Hitnotering (week 64 t/m 74): 05-09-2015 t/m 14-11-2015 Hitnotering (week 75): 05-12-2015 Hitnotering (week 76 t/m 84): 19-12-2015 t/m 13-02-2016 | Hitnotering (week 1 t/m 5): 28-05-2011 t/m 25-06-2011 Hitnotering (week 6): 07-01-2012 Hitnotering (week 7 t/m 15): 25-02-2012 t/m 21-04-2012 Hitnotering (week 16): 01-06-2013 Hitnotering (week 17 t/m 19): 04-01-2014 t/m 18-01-2014 Hitnotering (week 20 t/m 32): 01-02-2014 t/m 26-04-2014 Hitnotering (week 33): 31-05-2014 Hitnotering (week 34 t/m 35): 26-07-2014 t/m 02-08-2014 Hitnotering (week 36 t/m 39): 13-09-2014 t/m 04-10-2014 Hitnotering (week 40 t/m 42): 22-11-2014 t/m 06-12-2014 Hitnotering (week 43 t/m 46): 27-12-2014 t/m 17-01-2015 Hitnotering (week 47 t/m 49): 04-04-2015 t/m 18-04-2015 Hitnotering (week 50 t/m 51): 09-05-2015 t/m 16-05-2015 Hitnotering (week 52 t/m 63): 06-06-2015 t/m 22-08-2015 Hitnotering (week 64 t/m 74): 05-09-2015 t/m 14-11-2015 Hitnotering (week 75): 05-12-2015 Hitnotering (week 76 t/m 84): 19-12-2015 t/m 13-02-2016 | Hitnotering (week 1 t/m 5): 28-05-2011 t/m 25-06-2011 Hitnotering (week 6): 07-01-2012 Hitnotering (week 7 t/m 15): 25-02-2012 t/m 21-04-2012 Hitnotering (week 16): 01-06-2013 Hitnotering (week 17 t/m 19): 04-01-2014 t/m 18-01-2014 Hitnotering (week 20 t/m 32): 01-02-2014 t/m 26-04-2014 Hitnotering (week 33): 31-05-2014 Hitnotering (week 34 t/m 35): 26-07-2014 t/m 02-08-2014 Hitnotering (week 36 t/m 39): 13-09-2014 t/m 04-10-2014 Hitnotering (week 40 t/m 42): 22-11-2014 t/m 06-12-2014 Hitnotering (week 43 t/m 46): 27-12-2014 t/m 17-01-2015 Hitnotering (week 47 t/m 49): 04-04-2015 t/m 18-04-2015 Hitnotering (week 50 t/m 51): 09-05-2015 t/m 16-05-2015 Hitnotering (week 52 t/m 63): 06-06-2015 t/m 22-08-2015 Hitnotering (week 64 t/m 74): 05-09-2015 t/m 14-11-2015 Hitnotering (week 75): 05-12-2015 Hitnotering (week 76 t/m 84): 19-12-2015 t/m 13-02-2016 | Hitnotering (week 1 t/m 5): 28-05-2011 t/m 25-06-2011 Hitnotering (week 6): 07-01-2012 Hitnotering (week 7 t/m 15): 25-02-2012 t/m 21-04-2012 Hitnotering (week 16): 01-06-2013 Hitnotering (week 17 t/m 19): 04-01-2014 t/m 18-01-2014 Hitnotering (week 20 t/m 32): 01-02-2014 t/m 26-04-2014 Hitnotering (week 33): 31-05-2014 Hitnotering (week 34 t/m 35): 26-07-2014 t/m 02-08-2014 Hitnotering (week 36 t/m 39): 13-09-2014 t/m 04-10-2014 Hitnotering (week 40 t/m 42): 22-11-2014 t/m 06-12-2014 Hitnotering (week 43 t/m 46): 27-12-2014 t/m 17-01-2015 Hitnotering (week 47 t/m 49): 04-04-2015 t/m 18-04-2015 Hitnotering (week 50 t/m 51): 09-05-2015 t/m 16-05-2015 Hitnotering (week 52 t/m 63): 06-06-2015 t/m 22-08-2015 Hitnotering (week 64 t/m 74): 05-09-2015 t/m 14-11-2015 Hitnotering (week 75): 05-12-2015 Hitnotering (week 76 t/m 84): 19-12-2015 t/m 13-02-2016 | Hitnotering (week 1 t/m 5): 28-05-2011 t/m 25-06-2011 Hitnotering (week 6): 07-01-2012 Hitnotering (week 7 t/m 15): 25-02-2012 t/m 21-04-2012 Hitnotering (week 16): 01-06-2013 Hitnotering (week 17 t/m 19): 04-01-2014 t/m 18-01-2014 Hitnotering (week 20 t/m 32): 01-02-2014 t/m 26-04-2014 Hitnotering (week 33): 31-05-2014 Hitnotering (week 34 t/m 35): 26-07-2014 t/m 02-08-2014 Hitnotering (week 36 t/m 39): 13-09-2014 t/m 04-10-2014 Hitnotering (week 40 t/m 42): 22-11-2014 t/m 06-12-2014 Hitnotering (week 43 t/m 46): 27-12-2014 t/m 17-01-2015 Hitnotering (week 47 t/m 49): 04-04-2015 t/m 18-04-2015 Hitnotering (week 50 t/m 51): 09-05-2015 t/m 16-05-2015 Hitnotering (week 52 t/m 63): 06-06-2015 t/m 22-08-2015 Hitnotering (week 64 t/m 74): 05-09-2015 t/m 14-11-2015 Hitnotering (week 75): 05-12-2015 Hitnotering (week 76 t/m 84): 19-12-2015 t/m 13-02-2016 | Hitnotering (week 1 t/m 5): 28-05-2011 t/m 25-06-2011 Hitnotering (week 6): 07-01-2012 Hitnotering (week 7 t/m 15): 25-02-2012 t/m 21-04-2012 Hitnotering (week 16): 01-06-2013 Hitnotering (week 17 t/m 19): 04-01-2014 t/m 18-01-2014 Hitnotering (week 20 t/m 32): 01-02-2014 t/m 26-04-2014 Hitnotering (week 33): 31-05-2014 Hitnotering (week 34 t/m 35): 26-07-2014 t/m 02-08-2014 Hitnotering (week 36 t/m 39): 13-09-2014 t/m 04-10-2014 Hitnotering (week 40 t/m 42): 22-11-2014 t/m 06-12-2014 Hitnotering (week 43 t/m 46): 27-12-2014 t/m 17-01-2015 Hitnotering (week 47 t/m 49): 04-04-2015 t/m 18-04-2015 Hitnotering (week 50 t/m 51): 09-05-2015 t/m 16-05-2015 Hitnotering (week 52 t/m 63): 06-06-2015 t/m 22-08-2015 Hitnotering (week 64 t/m 74): 05-09-2015 t/m 14-11-2015 Hitnotering (week 75): 05-12-2015 Hitnotering (week 76 t/m 84): 19-12-2015 t/m 13-02-2016 | Hitnotering (week 1 t/m 5): 28-05-2011 t/m 25-06-2011 Hitnotering (week 6): 07-01-2012 Hitnotering (week 7 t/m 15): 25-02-2012 t/m 21-04-2012 Hitnotering (week 16): 01-06-2013 Hitnotering (week 17 t/m 19): 04-01-2014 t/m 18-01-2014 Hitnotering (week 20 t/m 32): 01-02-2014 t/m 26-04-2014 Hitnotering (week 33): 31-05-2014 Hitnotering (week 34 t/m 35): 26-07-2014 t/m 02-08-2014 Hitnotering (week 36 t/m 39): 13-09-2014 t/m 04-10-2014 Hitnotering (week 40 t/m 42): 22-11-2014 t/m 06-12-2014 Hitnotering (week 43 t/m 46): 27-12-2014 t/m 17-01-2015 Hitnotering (week 47 t/m 49): 04-04-2015 t/m 18-04-2015 Hitnotering (week 50 t/m 51): 09-05-2015 t/m 16-05-2015 Hitnotering (week 52 t/m 63): 06-06-2015 t/m 22-08-2015 Hitnotering (week 64 t/m 74): 05-09-2015 t/m 14-11-2015 Hitnotering (week 75): 05-12-2015 Hitnotering (week 76 t/m 84): 19-12-2015 t/m 13-02-2016 | Hitnotering (week 1 t/m 5): 28-05-2011 t/m 25-06-2011 Hitnotering (week 6): 07-01-2012 Hitnotering (week 7 t/m 15): 25-02-2012 t/m 21-04-2012 Hitnotering (week 16): 01-06-2013 Hitnotering (week 17 t/m 19): 04-01-2014 t/m 18-01-2014 Hitnotering (week 20 t/m 32): 01-02-2014 t/m 26-04-2014 Hitnotering (week 33): 31-05-2014 Hitnotering (week 34 t/m 35): 26-07-2014 t/m 02-08-2014 Hitnotering (week 36 t/m 39): 13-09-2014 t/m 04-10-2014 Hitnotering (week 40 t/m 42): 22-11-2014 t/m 06-12-2014 Hitnotering (week 43 t/m 46): 27-12-2014 t/m 17-01-2015 Hitnotering (week 47 t/m 49): 04-04-2015 t/m 18-04-2015 Hitnotering (week 50 t/m 51): 09-05-2015 t/m 16-05-2015 Hitnotering (week 52 t/m 63): 06-06-2015 t/m 22-08-2015 Hitnotering (week 64 t/m 74): 05-09-2015 t/m 14-11-2015 Hitnotering (week 75): 05-12-2015 Hitnotering (week 76 t/m 84): 19-12-2015 t/m 13-02-2016 | Hitnotering (week 1 t/m 5): 28-05-2011 t/m 25-06-2011 Hitnotering (week 6): 07-01-2012 Hitnotering (week 7 t/m 15): 25-02-2012 t/m 21-04-2012 Hitnotering (week 16): 01-06-2013 Hitnotering (week 17 t/m 19): 04-01-2014 t/m 18-01-2014 Hitnotering (week 20 t/m 32): 01-02-2014 t/m 26-04-2014 Hitnotering (week 33): 31-05-2014 Hitnotering (week 34 t/m 35): 26-07-2014 t/m 02-08-2014 Hitnotering (week 36 t/m 39): 13-09-2014 t/m 04-10-2014 Hitnotering (week 40 t/m 42): 22-11-2014 t/m 06-12-2014 Hitnotering (week 43 t/m 46): 27-12-2014 t/m 17-01-2015 Hitnotering (week 47 t/m 49): 04-04-2015 t/m 18-04-2015 Hitnotering (week 50 t/m 51): 09-05-2015 t/m 16-05-2015 Hitnotering (week 52 t/m 63): 06-06-2015 t/m 22-08-2015 Hitnotering (week 64 t/m 74): 05-09-2015 t/m 14-11-2015 Hitnotering (week 75): 05-12-2015 Hitnotering (week 76 t/m 84): 19-12-2015 t/m 13-02-2016 | Hitnotering (week 1 t/m 5): 28-05-2011 t/m 25-06-2011 Hitnotering (week 6): 07-01-2012 Hitnotering (week 7 t/m 15): 25-02-2012 t/m 21-04-2012 Hitnotering (week 16): 01-06-2013 Hitnotering (week 17 t/m 19): 04-01-2014 t/m 18-01-2014 Hitnotering (week 20 t/m 32): 01-02-2014 t/m 26-04-2014 Hitnotering (week 33): 31-05-2014 Hitnotering (week 34 t/m 35): 26-07-2014 t/m 02-08-2014 Hitnotering (week 36 t/m 39): 13-09-2014 t/m 04-10-2014 Hitnotering (week 40 t/m 42): 22-11-2014 t/m 06-12-2014 Hitnotering (week 43 t/m 46): 27-12-2014 t/m 17-01-2015 Hitnotering (week 47 t/m 49): 04-04-2015 t/m 18-04-2015 Hitnotering (week 50 t/m 51): 09-05-2015 t/m 16-05-2015 Hitnotering (week 52 t/m 63): 06-06-2015 t/m 22-08-2015 Hitnotering (week 64 t/m 74): 05-09-2015 t/m 14-11-2015 Hitnotering (week 75): 05-12-2015 Hitnotering (week 76 t/m 84): 19-12-2015 t/m 13-02-2016 | Hitnotering (week 1 t/m 5): 28-05-2011 t/m 25-06-2011 Hitnotering (week 6): 07-01-2012 Hitnotering (week 7 t/m 15): 25-02-2012 t/m 21-04-2012 Hitnotering (week 16): 01-06-2013 Hitnotering (week 17 t/m 19): 04-01-2014 t/m 18-01-2014 Hitnotering (week 20 t/m 32): 01-02-2014 t/m 26-04-2014 Hitnotering (week 33): 31-05-2014 Hitnotering (week 34 t/m 35): 26-07-2014 t/m 02-08-2014 Hitnotering (week 36 t/m 39): 13-09-2014 t/m 04-10-2014 Hitnotering (week 40 t/m 42): 22-11-2014 t/m 06-12-2014 Hitnotering (week 43 t/m 46): 27-12-2014 t/m 17-01-2015 Hitnotering (week 47 t/m 49): 04-04-2015 t/m 18-04-2015 Hitnotering (week 50 t/m 51): 09-05-2015 t/m 16-05-2015 Hitnotering (week 52 t/m 63): 06-06-2015 t/m 22-08-2015 Hitnotering (week 64 t/m 74): 05-09-2015 t/m 14-11-2015 Hitnotering (week 75): 05-12-2015 Hitnotering (week 76 t/m 84): 19-12-2015 t/m 13-02-2016 |
| Week: | 1 | 2 | 3 | 4 | 5 | | 6 | | 7 | 8 | 9 | 10 | 11 | 12 | 13 | 14 | 15 |
| --- | --- | --- | --- | --- | --- | --- | --- | --- | --- | --- | --- | --- | --- | --- | --- | --- | --- |
| Positie: | 58 | 53 | 95 | 89 | 86 | uit | 60 | uit | 92 | 8 | 20 | 22 | 34 | 36 | 34 | 39 | 87 |
| Week: | | 16 | | 17 | 18 | 19 | | 20 | 21 | 22 | 23 | 24 | 25 | 26 | 27 | 28 | 29 |
| Positie: | uit | 100 | uit | 44 | 78 | 100 | uit | 2 | 6 | 26 | 34 | 45 | 62 | 82 | 88 | 68 | 80 |
| Week: | 30 | 31 | 32 | | 33 | | 34 | 35 | | 36 | 37 | 38 | 39 | | 40 | 41 | 42 |
| Positie: | 80 | 91 | 84 | uit | 95 | uit | 85 | 92 | uit | 43 | 46 | 61 | 96 | uit | 60 | 89 | 77 |
| Week: | | 43 | 44 | 45 | 46 | | 47 | 48 | 49 | | 50 | 51 | | 52 | 53 | 54 | 55 |
| Positie: | uit | 72 | 73 | 83 | 86 | uit | 90 | 55 | 90 | uit | 67 | 92 | uit | 95 | 45 | 43 | 58 |
| Week: | 56 | 57 | 58 | 59 | 60 | 61 | 62 | 63 | | 64 | 65 | 66 | 67 | 68 | 69 | 70 | 71 |
| Positie: | 73 | 83 | 70 | 72 | 66 | 86 | 99 | 91 | uit | 69 | 79 | 92 | 99 | 86 | 79 | 80 | 93 |
| Week: | 72 | 73 | 74 | | 75 | | 76 | 77 | 78 | 79 | 80 | 81 | 82 | 83 | 84 | | |
| Positie: | 99 | 92 | 99 | uit | 70 | uit | 94 | 64 | 61 | 54 | 85 | 57 | 63 | 73 | 90 | uit | |

### Vlaamse Ultratop 50 / Vlaamse Radio 2 Top 30
In de lijsten van de Vlaamse Ultratop 50 en de Vlaamse Radio 2 Top 30 van december 2014 heeft Mag ik dan bij jou in de tipparade gestaan.

### Evergreen Top 1000
| Mag ik dan bij jou in de Evergreen Top 1000 | Mag ik dan bij jou in de Evergreen Top 1000 | Mag ik dan bij jou in de Evergreen Top 1000 | Mag ik dan bij jou in de Evergreen Top 1000 | Mag ik dan bij jou in de Evergreen Top 1000 | Mag ik dan bij jou in de Evergreen Top 1000 | Mag ik dan bij jou in de Evergreen Top 1000 | Mag ik dan bij jou in de Evergreen Top 1000 | Mag ik dan bij jou in de Evergreen Top 1000 | Mag ik dan bij jou in de Evergreen Top 1000 | Mag ik dan bij jou in de Evergreen Top 1000 | Mag ik dan bij jou in de Evergreen Top 1000 | Mag ik dan bij jou in de Evergreen Top 1000 | Mag ik dan bij jou in de Evergreen Top 1000 | Mag ik dan bij jou in de Evergreen Top 1000 | Mag ik dan bij jou in de Evergreen Top 1000 | Mag ik dan bij jou in de Evergreen Top 1000 |
| Jaar                                        | 2008                                        | 2009                                        | 2010                                        | 2011                                        | 2012                                        | 2013                                        | 2014                                        | 2015                                        | 2016                                        | 2017                                        | 2018                                        | 2019                                        | 2020                                        | 2021                                        | 2022                                        | 2023                                        |
| ------------------------------------------- | ------------------------------------------- | ------------------------------------------- | ------------------------------------------- | ------------------------------------------- | ------------------------------------------- | ------------------------------------------- | ------------------------------------------- | ------------------------------------------- | ------------------------------------------- | ------------------------------------------- | ------------------------------------------- | ------------------------------------------- | ------------------------------------------- | ------------------------------------------- | ------------------------------------------- | ------------------------------------------- |
| Positie                                     | –                                           | –                                           | –                                           | –                                           | –                                           | –                                           | –                                           | –                                           | 14                                          | 7                                           | 15                                          | 19                                          | 19                                          | 43                                          | 34                                          | 54                                          |

### NPO Radio 2 Top 2000
| Nummer met noteringen in de NPO Radio 2 Top 2000 | '12  | '13 | '14 | '15 | '16 | '17 | '18 | '19 | '20 | '21 | '22 | '23 | '24 |
| ------------------------------------------------ | ---- | --- | --- | --- | --- | --- | --- | --- | --- | --- | --- | --- | --- |
| Mag ik dan bij jou                               | 1565 | 472 | 19  | 4   | 8   | 14  | 24  | 38  | 54  | 86  | 109 | 131 | 145 |

1. ↑  Een vetgedrukt getal geeft de hoogste notering aan.
2. ↑  2012 was het eerste jaar met een notering voor dit nummer.

## Covers

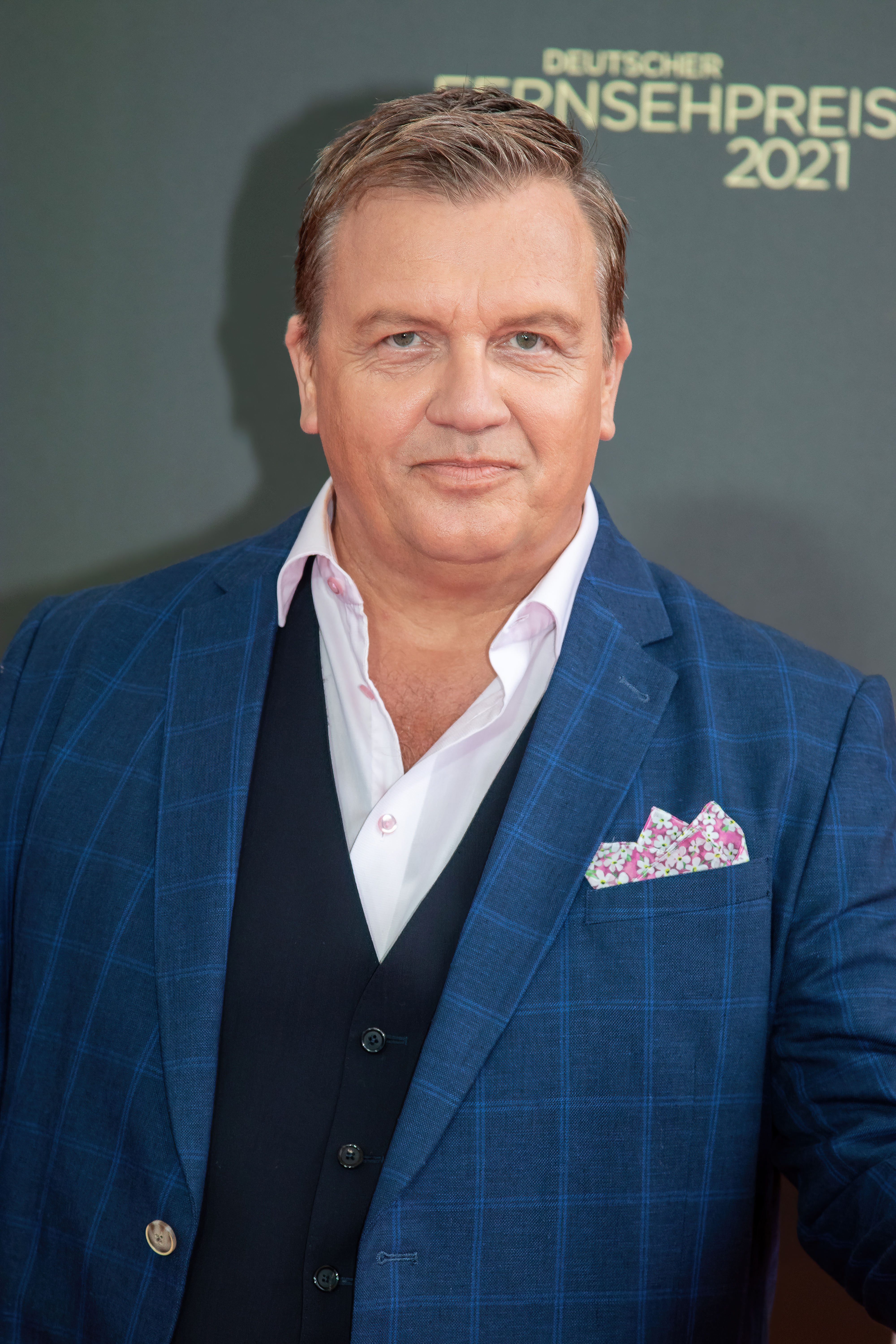
Hape Kerkeling

Het liedje is inmiddels een aantal keren gecoverd.
- Op 25 mei 2011 zong De Breij het lied opnieuw tijdens de MaDiWoDoVrijdagshow, als duet met Paul de Leeuw.[6]
- De bekendste cover is die van een verzameling Belgische artiesten, De Grootste Familie, die het in december 2014 ten behoeve van de actie Music For Life uitbrachten, de Vlaamse variant op Serious Request. De opname werd als kerstsingle uitgebracht via de Vlaamse radiozender Radio 2.[7] De opbrengst ging naar het Belgische Kinderarmoedefonds. In een week tijd bracht het liedje ruim € 16.000,- op.[8] Het haalde een bescheiden notering in de Radio 2 Top 30.
- Tijdens de live uitzending van de Passion 2015 in Enschede vertolkten Jim de Groot en Jeroen van der Boom het nummer. In zomer 2015 zong deze laatste zijn uitgelaten versie tijdens een concert van de Toppers in de Arena. Deze versie werd na uitgave zo veelvuldig gedownload, dat het op 5 juni 2015 binnen anderhalf uur de top bereikte van de ITunes hitlijst.[9] Ook de Single Top 100 kende in de lijst van 6 juni een tipnotering. Twee weken later stond de single op plaats 12 in die hitparade. De vertolking door Van der Boom trok de versie van Claudia de Breij opnieuw die laatste hitparade weer in. De Breij feliciteerde Jeroen van der Boom in eerste instantie met zijn versie. Later ontstond toch wat wrevel, omdat zij had verwacht dat er vooraf contact zou plaatsvinden. Binnen een aantal dagen was het misverstand weer uit de wereld. Toch werd in dezelfde week een oproep via Twitter gedaan om door middel van downloaden de versie van De Breij op plaats 1 te krijgen.
- In een uitzending van RTL Late Night uit 2016 zong Waylon een Engelstalige countryversie ("Can I stay with you?") voor Claudia De Breij.
- In 2019 zong New Life Choir Nederland, een Gronings koor van Syrische vluchtelingen, een tweetalige versie met scènes van Groningen als dank voor onderdak in Groningen.[10] De versie is viraal gegaan in december.[11]
- In 2020 bracht de Zuid-Afrikaanse zangeres Tarryn Lamb een versie uit in het Afrikaans: Mag ek dan by jou.
- In 2021 bracht Hape Kerkeling onder de titel Darf ich dann zu dir een Duitstalige cover uit.[12]